# La Celestina
La Celestina es el nombre con el que se ha popularizado la Tragicomedia de Calisto y Melibea, atribuida a Fernando de Rojas. Su composición se remonta a los últimos años del siglo XV, durante el reinado de los Reyes Católicos en España, y su extraordinario éxito editorial comenzó en el siglo XVI y continuó, con altibajos, hasta su prohibición en 1792. Por su argumento amoroso, su finalidad didáctica, la abundancia de citas de autoridad, la elección de sus personajes, su forma dialogada y su más que probable vinculación a un entorno universitario, se ha considerado a La Celestina un ejemplo sui generis de comedia humanística, aunque hay quien prefiere considerarla como un híbrido entre novela y drama. Su influencia en ambos géneros es muy notable, hasta el punto de que es posible hablar del género celestinesco en el que se incluyen tanto obras desarrolladas directamente a partir de su trama, sus personajes o sus temas, como ambientes o personajes celestinescos en comedias y novelas que, en principio, nada tienen que ver con La Celestina.

## Proceso de composición e historia editorial
La Celestina es una obra que ha conocido varios estados redaccionales. Aunque no pocos estudiosos proponen una cronología diferente, se suele considerar que los hitos en la composición de La Celestina son los siguientes:

### Los «papeles del viejo autor»
Tanto en el texto preliminar «El autor a un su amigo» como en el poema acróstico que preceden al texto de La Celestina propiamente dicho en las ediciones impresas se afirma que el autor encontró un esbozo de la obra, que adoptó sin cambios y que constituye el primer acto de su propio texto:

[...] las cuales hallé esculpidas en estos papeles, no fabricadas en las grandes herrerías de Milán, mas en los claros ingenios de doctos varones castellanos formadas. [...] Y por que conozcáis dónde comienzan mis mal doladas razones acordé que todo lo del antiguo autor fuese sindivisión en un acto o cena incluso, hasta el segundo acto, donde dice: «Hermanos míos», etc.
La Celestina, ed. Francisco J. Lobera et al., Real Academia Española, Madrid, 2011. Pp. 6-8

Aunque se ha discutido sobre la veracidad de esta afirmación, existe cierto consenso al respecto y estudios que apoyan la independencia del primer acto de La Celestina, particularmente desde el punto de vista de las fuentes. Sobre su origen o autoría no existe unanimidad ninguna, si bien los autores a los que con mayor recurrencia se les ha atribuido este primer acto han sido Rodrigo Cota y Juan de Mena, a raíz de su mención en el acróstico de las ediciones de la Tragicomedia:

Si fin diera en esta su propia escritura / Cota o Mena con su gran saber
La Celestina, ed. Francisco J. Lobera et al., Real Academia Española, Madrid, 2011. Pág. 12, vv. 63-64

### El «manuscrito de Palacio»

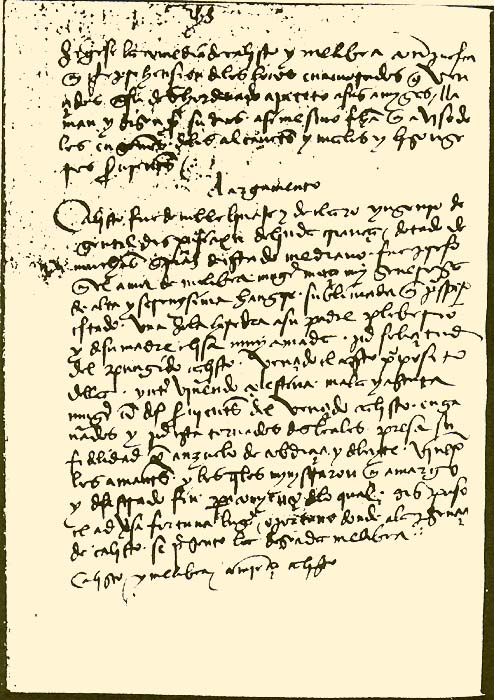
Manuscrito de Palacio (fol. 93^{v})

Testimonio manuscrito de la Comedia, su redacción parece ser anterior a la de la versión impresa. Se conserva en el ms. 1520 de la Biblioteca de Palacio (Madrid) y apenas abarca el título, el argumento general de la obra y parte del primer acto. Sin embargo, parece demostrado que se trata de una primera redacción de la Comedia y no de los «papeles del antiguo autor», en función sobre todo de que en el argumento general se alude ya al final trágico de los protagonistas, que el manuscrito encontrado no habría conocido. El texto conservado difiere notablemente del de la Comedia impresa, por lo que se sabe que el autor alteró su modelo y no se limitó a construir con él el primer auto de La Celestina.

### Comedia de Calisto y Melibea

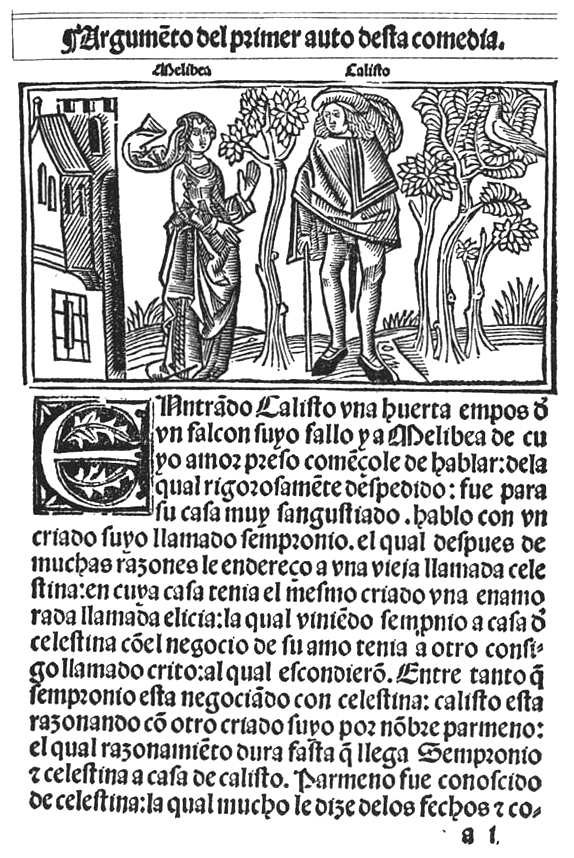
Comedia de Calisto y Melibea. Fadrique de Basilea, Burgos, 1499 (pero 1500-1502).

Primera versión impresa del texto. Se caracteriza por tener dieciséis actos y un número y distribución de los textos preliminares («El autor a un su amigo», octavas acrósticas, incipit y argumento general) y posliminares (Octavas Proaza) diferente del de la Tragicomedia. Solo se le conocen tres ediciones, de las cuales se conservan ejemplares únicos en la Hispanic Society (Fadrique de Basilea, Burgos, 1499 pero, en realidad, 1500-1502), la Biblioteca Bodmeriana (Pedro Hagenbach, Toledo, 1500) y en la Biblioteca Nacional de Francia (Estanislao Polono, Sevilla, 1501).
Desde que las manipulaciones a las que había sido sometido el ejemplar único de la Hispanic Society of America salieron a la luz, la credibilidad de la edición de Fadrique de Basilea, Burgos, 1499 como editio princeps e incluso como edición más antigua ha quedado en entredicho y, en la actualidad, son pocos los que la siguen defendiendo. Estas manipulaciones pasan por la modificación de la signatura de la primera página conservada para ocultar la pérdida de, al menos, una hoja anterior y hacerla parecer la portada original del libro, y la reproducción fotoestática moderna de una marca del impresor con fecha de 1499 en la última hoja del ejemplar conservado, no se sabe si para recuperar una hoja original desprendida o con la intención de fechar el ejemplar y, tal vez, de hacerlo parecer más antiguo y/o de ocultar la pérdida de la última hoja. En los últimos años se ha puesto en duda que dicha marca sea una reproducción pero, incluso en el caso de que fuera legítima, Fadrique de Basilea la utilizó sin cambiar el año de 1499 hasta 1502, por lo que no sirve para fechar exactamente esta edición. Por otra parte, estudiosos del libro antiguo han argumentado que en las hojas que faltan en el ejemplar conservado de la edición de Burgos podrían haber estado impresos los mismos textos preliminares y posliminares que en las ediciones de Toledo y Sevilla, por lo que su estructura textual no sería diferente, como se ha defendido en muchas ocasiones para apoyar su precedencia cronológica. Asimismo, el hecho de que se trate de una edición ilustrada apunta a que se trata de una edición realizada cuando el texto ya era una apuesta segura para los impresores y la inversión en grabados no resultaba arriesgada, es decir, cuando su éxito editorial ya estaba asegurado, lo que entraría en conflicto con que fuera la editio princeps, en tanto hacía falta que los potenciales compradores conocieran ya el texto para motivar la publicación de una versión con estampas. Finalmente, la pura métrica del colofón en verso invita a fechar esta edición más bien entre 1500 y, como tarde, 1502.
Ninguna de las otras dos ediciones, sin ilustrar, parece ser tampoco la editio princeps. Desde el punto de vista ecdótico, ambas provienen de un mismo arquetipo, por lo que tuvo que existir, al menos, una edición anterior. En favor de esta posibilidad se ha alegado también que la portada de la edición de Estanislao Polono, Sevilla, 1501 señala como novedad la adición de los argumentos antes de cada acto, lo que sabemos ser una innovación de los impresores a partir del «Prólogo en prosa» a la Tragicomedia, por lo que probablemente hubiera una edición de la Comedia sin argumentos previos, tal como sugiere el prólogo en prosa a la Tragicomedia y apoya el hecho de que exista una edición de la Tragicomedia, Jorge Coci, Zaragoza, 1507, sin tales argumentos:

Que aun los impresores han dado sus punturas, poniendo rúbricas o sumarios al principio de cada acto, narrando en breve lo que dentro contenía; una cosa bien escusada según lo que los antiguos escritores usaron.
La Celestina, ed. Francisco J. Lobera et al., Real Academia Española, Madrid, 2011. Pág. 20

En consecuencia, se ignora la fecha exacta de la primera edición de la Comedia, si bien resulta evidente que no pudo ser posterior a 1500 y, probablemente, sea muy cercana a esta fecha.

### Tragicomedia de Calisto y Melibea

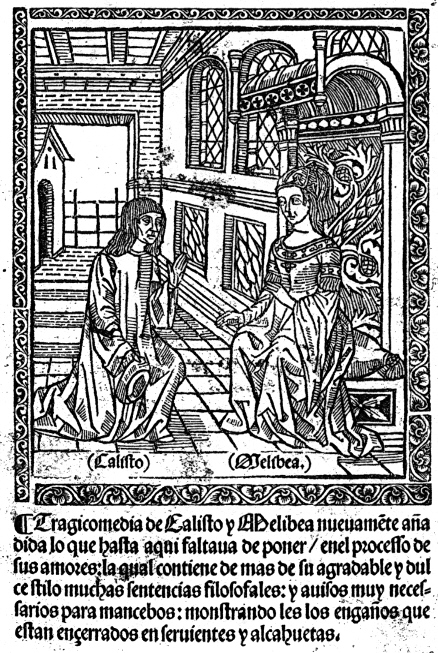
Tragicomedia de Calisto y Melibea. Jorge Coci, Zaragoza, 1507.

Segunda versión impresa del texto. Se caracteriza por tener veintiún actos, sumar a los textos preliminares «El autor a un su amigo» y las octavas acrósticas el llamado «Prólogo en prosa», y las octavas «Concluye el autor» al posliminar de las octavas de Proaza. Respecto a la versión de la Comedia, los textos preliminares y posliminares sufren, asimismo, algunas modificaciones de importancia y, además de los cinco actos adicionales insertos entre el acto catorce y diecinueve, el texto también sufre algunas interpolaciones y alteraciones muy evidentes. Su éxito editorial fue enorme, hasta el punto de que se conocen más de cien ediciones en castellano hasta su prohibición en 1792.
La edición más antigua de la Tragicomedia con ejemplares conservados es la de Jorge Coci, Zaragoza, 1507. Sin embargo, necesariamente hubieron de existir varias ediciones anteriores, no ya solo en consonancia con el éxito editorial que había conocido la Comedia, sino porque en 1506 aparecía en Roma una traducción de la Tragicomedia al italiano que, por supuesto, tiene como modelo una edición desconocida del texto en castellano. La fecha que se ofrece como más probable es la de 1502, pues no se conocen ediciones de la Comedia de ese año y es posible que hubiera dejado de imprimirse para dejar paso a la nueva redacción. Asimismo, existe toda una serie de ediciones que, aunque impresas en otras fechas, reproducen un colofón con fecha de 1502 que, tal vez, fuera el de la editio princeps de la Tragicomedia.
La gran interpolación entre los actos catorce y diecinueve es denominada, tradicionalmente, «Auto de Centurio» y, según el «Prólogo en prosa», responde a los deseos de los lectores de que la pareja de amantes protagonistas disfrutara más tiempo de sus amores:

Así que viendo estas conquistas, estos dísonos y varios juicios, miré a donde la mayor parte acostaba y hallé que querían que se alargase en el proceso de su delite destos amantes, sobre lo cual fui muy importunado, de manera que acordé, aunque contra mi voluntad, meter segunda vez la pluma en tan estraña labor y tan ajena de mi facultad, hurtando algunos ratos a mi principal estudio, con otras horas destinadas para recreación, puesto que no han de faltar nuevos detractores a la nueva adición.
La Celestina, ed. Francisco J. Lobera et al., Real Academia Española, Madrid, 2011. Pág. 21

Sin embargo, en realidad ofrece un retrato más detallado de la vida prostibularia y rufianesca, haciendo intervenir a las prostitutas, Elicia y Areúsa, y a Centurio, el fanfarrón amante de la última, y al cojo Traso, amigo de este, en la muerte de los protagonistas. Esta versión fue la que popularizó el texto en Europa. La traducción italiana de Alphonso Hordognez fue impresa por primera vez como la Tragicocomedia di Calisto e Melibea por Eucario Silber, Roma, 1506. A partir de esta se realizaron las traducciones al hebreo de Joseph ben Samuel Tsarfati (1507), al alemán de Christof Wirsung (1520) y al francés (ca. 1527). Otras traducciones al francés (Jacques Lavardin, 1578), al neerlandés (1550), al latín (Kaspar von Barth, 1624) y al inglés (James Mabbe, 1631) se hicieron a partir del texto en castellano.

### ElAuto de Traso

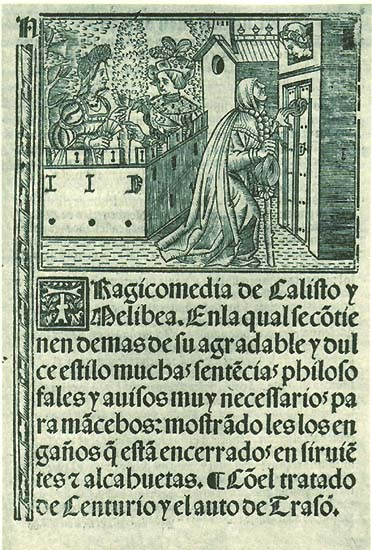
Tragicomedia de Calisto y Melibea. Ramón de Petras, Toledo, 1526.

El impresor Ramón de Petras imprime en Toledo en 1526 una versión de la Tragicomedia con veintidós actos. El nuevo acto añadido recibe el nombre de Auto de Traso y se convierte en el acto diecinueve de la nueva versión. Según el argumento previo a este nuevo acto, se trata de un extracto de una comedia escrita por un tal Sanabria y, por lo tanto, no pertenece al plan general de la obra.

Entre Centurio y Traso, publicos rufianes, se concierta una leuada por satisfazer a Areusa y a Elicia. Ydo Centurio a ver a su amiga Elicia, Traso passa palabras con Tiburcia su amiga; y entreuiniendo Terencia, tia de Tiburcia, mala y sagaz muger, entre ellos trayciones y falsedades de una parte y otra se inuentan, como parece en el processo deste auto. El qual fue sacado de la comedia que ordeno Sanabria.
Tragicomedia de Calisto y Melibea, Ramón de Petras, Toledo, 1526. Argumento al acto XIX.

Aun así, existen al menos seis ediciones con el texto en veintidós actos (Juan de Ayala, Toledo, 1538; Medina del Campo, 1530-1540; Juan de Junta, Salamanca, 1543; Adrián de Anvers, Estella, 1557 y 1560, y otra sin indicaciones tipográficas conservada en Leningrado).

### Versión en verso de Juan Sedeño

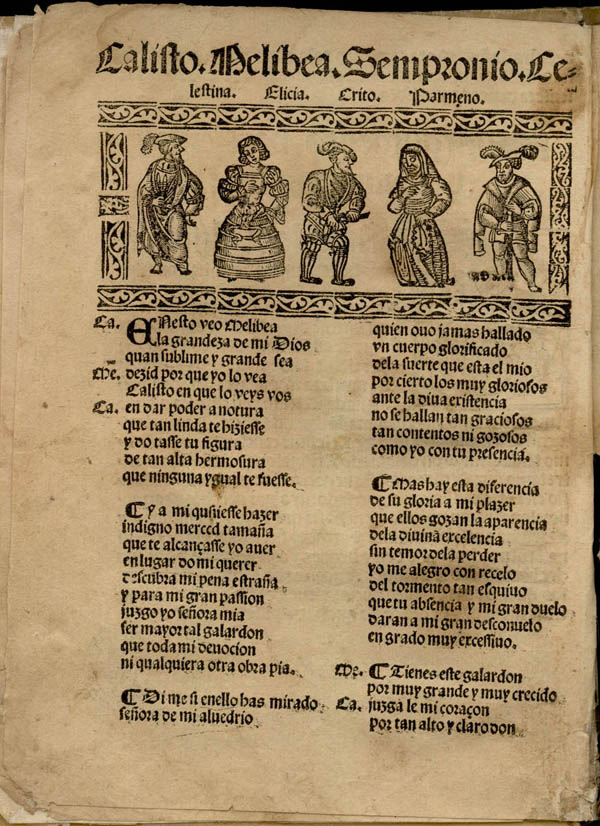
La Celestina de Juan Sedeño. Pedro de Castro, Salamanca, 1540 (fol. 4^{v}).

Aunque no se trata de un nuevo estado redaccional propiamente dicho, conviene señalar que Pedro de Castro publicaba en Salamanca en 1540 la versión en verso de la Tragicomedia de Juan Sedeño. No es ésta la primera versificación de la Tragicomedia, que conoció adaptaciones teatrales en verso (Égloga de Calisto y Melibea, Pedro de Urrea, 1513) y romances sobre los amores de Calisto y Melibea, pero sí la única que metrifica el texto completo y se esfuerza por ceñirse a la formulación del original. De hecho, resulta ser una edición muy apreciada por los críticos para corregir algunos errores de transmisión del texto los cuales pertenecen a Villanueva , ya que deriva de una edición de La Celestina ubicada en la parte alta del stemma hoy desconocida, pero con muchas buenas lecturas.

### La Celestinacomentada
De nuevo no se trata de un nuevo estado redaccional propiamente dicho, pero sí de un documento fundamental para la recepción de la Tragicomedia en el siglo XVI. Se trata de un manuscrito de la segunda mitad del siglo XVI, conservado en la Biblioteca Nacional de España con la signatura ms. 17631, en el que un comentarista anónimo analiza la Tragicomedia en detalle, proporcionando información fundamental sobre las fuentes de la obra y sobre la interpretación de la misma en la época.

### Censura inquisitorial deLa Celestina
Desde muy temprano los moralistas atacaron a La Celestina como libro que, lejos de lo que indicaba en el sequitur «Compuesta en reprehensión de los locos enamorados que, vencidos en su desordenado apetito, a sus amigas llaman y dicen ser su dios», antes incitaba y enseñaba a tener amores ilícitos que a rehuirlos. El primero en desaconsejar la lectura de La Celestina fue Juan Luis Vives, quien en su libro Instrucción de la mujer cristiana (1524, primera edición en latín) la igualaba a los libros de caballerías en su capacidad de corromper las costumbres.

Assi que las leyes y los oficiales reales devrian no solo mirar en las causas, y pleytos particulares; mas aun en las costumbres publicas, de donde nascen los pleytos y barajas, y que se mandasse con pregon general, y determinadamente se executassen las penas, que nadie ossase imprimir ni tener tales libros. [...] Lo mismo devrian hazer destos otros libros vanos; como son en España, Amadis, Florisando, Tirante, Tristan de leonis, Celestina madre de maldades. [...] los quales libros todos fueron escriptos por hombres ociosos; y desocupados, y sin letras, llenos de vicios y suziedad; enlos quales yo me maravillo como puede aver cosa que deleyte a nadie si nuestros vicios no nos truxessen tan al retortero; porque cosa de doctrina ni de virtud como la daran los que jamas la vieron de sus ojos.
Instruccion de la muger christiana (trad.), Miguel de Eguía, Alcalá de Henares, 1529. Ff. 10v, 11r-11v y 12r

Aunque estas críticas se dieron con regularidad, La Celestina no apareció en el Index hasta 1632, y aun entonces únicamente fue sometida a expurgo. Los pasajes censurados no se revisaron en las sucesivas ediciones del Index sino que, finalmente, en 1792 se tomó la decisión de prohibirla.

### La denominación deLa Celestina

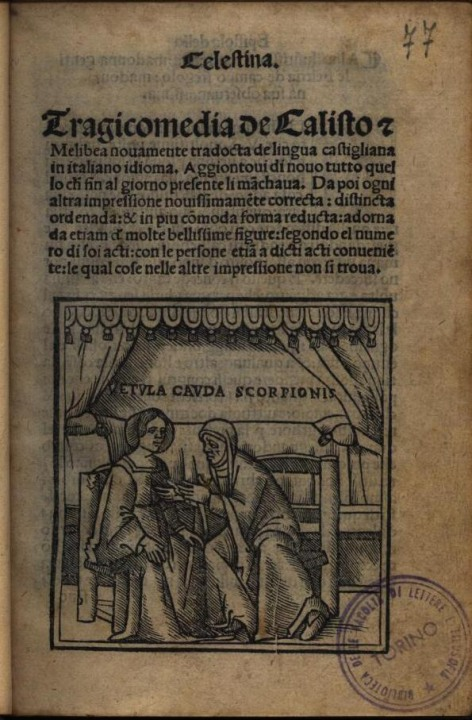
La Celestina. Cesare Arrivabene, Venecia, 1519.

Aunque la costumbre de denominar a la obra como La Celestina estaba muy extendida en la península ibérica desde los inicios de su tradición editorial, como demuestra gran variedad de documentos de principios del siglo XVI, la tradición de utilizar el nombre de la alcahueta en portada se origina en Italia, más concretamente en la edición de la traducción italiana de la Tragicomedia de Cesare Arrivabene, Venecia, 1519, en la cual la palabra «La Celestina» aparece como una especie de titulillo sobre el título propiamente dicho, en una tipografía menor y separado por un gran espacio en blanco de este. Por influencia de la edición veneciana, este titulillo se contagia a las portadas de las ediciones en francés y de la traducción flamenca, que acaban reinterpretándolo como parte constituyente del título o, al menos, de la portada.
En cambio, las ediciones españolas del texto mantienen durante casi un siglo el título de Tragicomedia de Calisto y Melibea, excepción hecha de la edición de Jacobo Cromberger, Sevilla, 1518-1520, que lleva por título Libro de Calixto y Melibea y de la puta vieja Celestina, y de la edición de Juan de Villanueva, Alcalá de Henares, 1569, donde se adopta el esquema de la portada de la edición de Arrivabene, incluida la tipografía menor y el aspecto de titulillo independiente de «La Celestina». Solo en 1595 se publicará en Amberes la primera edición del texto en castellano con el nombre de «La Celestina» en la portada donde este parece pertenecer realmente al título.

## Autoría
En las ediciones antiguas de La Celestina no aparece ningún nombre del autor en portada hasta la edición expurgada de 1632. Sin embargo, las octavas acrósticas que acompañan a la obra en su difusión impresa (para su posible ausencia en la edición de la Comedia de Burgos véase, más arriba, el apartado Comedia de Calisto y Melibea) la ponen en relación con un tal bachiller Fernando de Rojas, nacido en La Puebla de Montalbán.

El bachiller Fernando de Rojas acabó la Comedia de Calysto y Melibea y fue nascido en la Puebla de Montalván.
La Celestina, ed. Francisco J. Lobera et al., Real Academia Española, Madrid, 2011, pp. 6-14.

A raíz de la exhumación en 1902 de una serie de procesos inquisitoriales que hacen referencia a un Fernando de Rojas histórico, denominado en estos como «el que compuso a La Celestina», se estableció un vínculo entre dicho personaje histórico y el Fernando de Rojas al que alude el acróstico. Los estudiosos ahondaron en la biografía de este Fernando de Rojas histórico y, a partir de nuevos documentos y un estudio detallado de su entorno,Gilman (1972) elaboró el perfil biográfico más completo del personaje en The Spain of Fernando de Rojas. Este trabajo y, en general, la identificación del Fernando de Rojas histórico con el mencionado en las octavas acrósticas, y de este con el autor de La Celestina, repercutieron muy notablemente sobre la interpretación de la obra ya que, desde entonces, muchas veces se ha utilizado el trasfondo de cristiano nuevo de dicho personaje histórico para explicar distintos aspectos de la obra.
Sin embargo, en tiempos más recientes han surgido serias dudas sobre la pertinencia de esta identificación. Éstas nacen, por un lado, de la falta de correspondencia entre el perfil intelectual del Fernando de Rojas histórico y el que muestra el autor de La Celestina, por otro, de la utilización de los verbos «acabar» y «componer» para describir la relación de Fernando de Rojas con el texto, ya que ninguno de estos implica que fuera su autor y, tal vez, solo indiquen que participó de alguna manera en su impresión. Más allá de la cuestión de la identidad del autor, la particular historia de la composición de La Celestina y sus diferentes estados redaccionales han dado lugar a toda una serie de teorías sobre el número de autores.

### Autoría doble

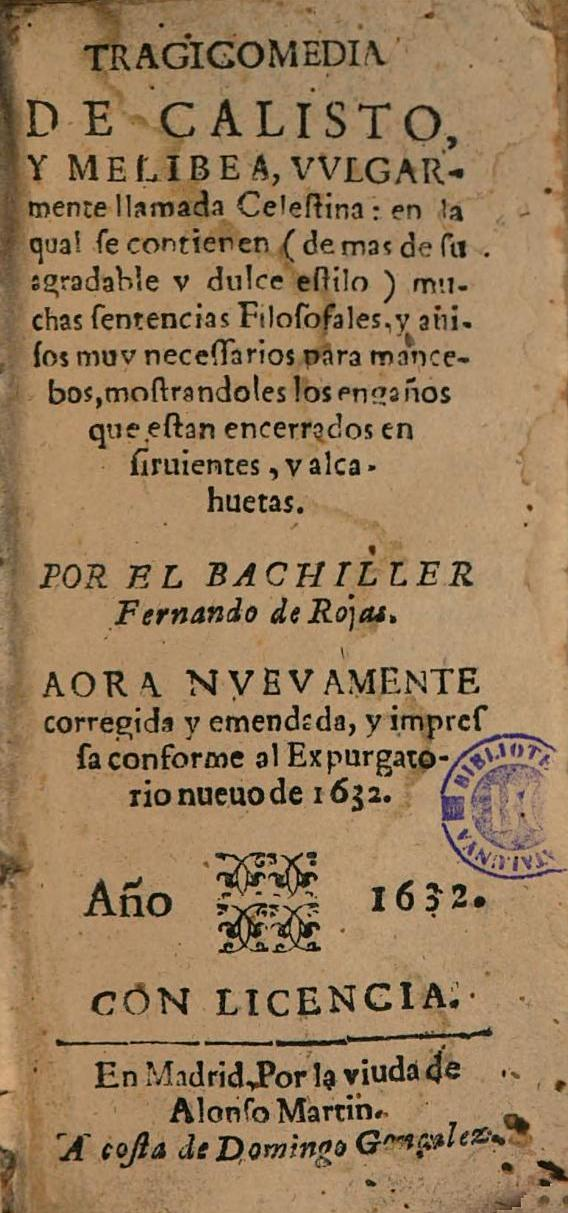
Portada de la primera edición española conocida con el nombre de Fernando de Rojas en portada.

De acuerdo con los paratextos de La Celestina, habría existido una comedia inacabada, de paternidad desconocida, de la cual Fernando de Rojas (u otro) se sirve para dar comienzo a su Comedia de Calisto y Melibea. Este esbozo recibe el nombre de «papeles del antiguo autor» y se supone que constituye el primer auto de La Celestina. Además de la propia afirmación del texto, existe toda una serie de argumentos lingüísticos, estilísticos, técnicos, paremiológicos y, muy especialmente, de horizonte intelectual a favor de esta hipótesis. Sin embargo, se hace necesario matizar su alcance ya que, a pesar de que los paratextos dan a entender que el texto del primer autor se incorpora sin modificaciones a la nueva redacción, el «manuscrito de Palacio» demuestra que no fue, ni mucho menos, así, en tanto el texto sufre no pocos cambios desde la versión manuscrita hasta la versión impresa.
La identidad del «antiguo autor» es un misterio si bien, dada la mención de sus nombres en la versión del acróstico que precede las ediciones de la Tragicomedia de Calisto y Melibea, Juan de Mena y Rodrigo Cota han sido, tradicionalmente, los mejores candidatos. Sin embargo, hoy día parece aceptado que la alusión a ambos escritores tiene carácter exclusivamente encomiástico, a pesar de que sí es cierto que pueden hallarse influencias más o menos directas de las obras de ambos en La Celestina. Asimismo, se ha intentado identificar al «antiguo autor» con Alfonso Martínez de Toledo (Gerli, 1976) o con un personaje cercano a su círculo (Mitxelena, 1996) o, al menos, con formación teológica y religiosa (Mettman, 1976). Finalmente, hay quien propone un origen italiano de «los papeles del antiguo autor» (Di Camillo, 2010). En cuanto a la autoría de la ampliación a Tragicomedia de Calisto y Melibea, se atribuye al mismo autor de la Comedia.

### Autoría única
Aunque su origen está en la crítica impresionista del siglo XIX y no le falten partidarios a lo largo del siglo XX, la defensa más sólida y más reciente de esta hipótesis se debe a Miguel Martínez (1996). Este rebate uno a uno todos los argumentos a favor de la independencia del primer auto y bien los invalida por completo, bien ofrece explicaciones alternativas para las diferencias entre este auto y los demás, sobre todo de tipo cronológico y de desarrollo psicológico y estilístico del autor. Asimismo, aprovecha las diferencias entre el manuscrito de Palacio y las ediciones impresas para reducir la afirmación de los paratextos sobre los «papeles del antiguo autor» a un simple tópico.
En esencia, la hipótesis de la autoría única se basa en que La Celestina transmite sensación de unidad y en que las diferencias que pueden encontrarse entre el primer auto y el resto pueden explicarse por su prolongado proceso de composición antes de ser impresa. Por supuesto, los partidarios de esta hipótesis consideran que el autor de la Tragicomedia es el mismo que el de la Comedia.

### Autoría triple
La hipótesis de la autoría triple tradicional es la que atribuye los «papeles del antiguo autor», la Comedia y la ampliación a Tragicomedia a tres manos diferentes. La exposición más detallada podría ser la de Stamm (1988), quien se basa en argumentos similares a los utilizados por los partidarios de la doble autoría: incongruencias y divergencias lingüísticas, ideológicas, temáticas y estilísticas.

### Autoría colectiva
El primero en sugerir que La Celestina fuera una obra colectiva, en la que intervienen muchas manos directa e indirectamente, fue Illades (1999), recientemente respaldado por algunas especulaciones de Canet (2007). Para ambos, la Comedia de Calisto y Melibea es fruto de la colaboración de integrantes variados del cuerpo universitario que usan La Celestina bien como juguete cómico inspirado en los temas y los géneros universitarios del momento (Illades), bien como vehículo de los nuevos géneros y las nuevas ideas que estaban penetrando con fuerza en la universidad (Canet).

### Otras teorías
Otras hipótesis parten de la base de que los papeles del antiguo autor, lejos de limitarse al primer auto, ofrecían un texto mucho más largo: los doce primeros autos para Cantalapiedra (1986), los catorce primeros para García Valdecasas (2001) y una comedia completa para Prieto y Sánchez (1991), con final feliz. Estas teorías gozan de distintos grados de aceptación pero, en general, se basan en los mismos argumentos y procedimientos analíticos que las anteriores.
Finalmente, no se puede hablar de la problemática de la autoría de La Celestina sin mencionar que ésta no solo afecta al texto en sí, sino también a los paratextos, que podrían no haber sido compuestos por el autor del resto. Al respecto, únicamente existe cierto consenso en que los argumentos al principio de cada acto son obra de los impresores, como se extrae del prólogo en prosa a la Tragicomedia de Calisto y Melibea:

Que aun los impresores han dado sus punturas, poniendo rúbricas o sumarios al principio de cada acto, narrando en breve lo que dentro contenía; una cosa bien escusada según lo que los antiguos escritores usaron
La Celestina, ed. Francisco J. Lobera et al., Real Academia Española, Madrid, 2011. P. 20

También se han atribuido a los impresores las octavas acrósticas, supuesta reescritura en verso de la carta «a un su amigo», que podría incluso haber sido redactada por el «antiguo autor» (Di Camillo, 2001). A este se le atribuye también, particular pero no exclusivamente en relación con la tesis de unos «papeles del antiguo autor» más amplios, la redacción del argumento general (Di Camillo, 2010). Asimismo, el corrector Alonso de Proaza se perfila para algunos como el autor más probable de los paratextos (Pardo, 2000).

## Género
La cuestión del género de La Celestina es un problema desde sus propios orígenes, tal y como denuncia el propio autor en el prólogo en prosa a la Tragicomedia:

Otros han litigado sobre el nombre, diciendo que no se había de llamar comedia, pues acababa en tristeza, sino que se llamase tragedia. El primer autor quiso darle denominación del principio, que fue placer, y llamola comedia. Yo, viendo estas discordias, entre estos estremos partí agora por medio la porfía y llamela tragicomedia.
La Celestina, ed. Francisco J. Lobera et al., Real Academia Española, Madrid, 2011. Pp. 20-21.

 Sin embargo, como se puede observar, esta solo afectaba al desenlace de la obra, no a su forma, y, hasta el siglo XVIII, cuando la preceptiva neoclásica acota muy estrictamente el género dramático, no se duda en relacionar La Celestina con los comediógrafos griegos y latinos:

No debujó la cómica mano
de Nevio ni Plauto, varones prudentes,
tan bien los engaños de falsos sirvientes
y malas mujeres en metro romano.
Cratino y Menandro y Magnes anciano
 esta materia supieron apenas
pintar en estilo primero de Atenas
como este poeta en su castellano.
La Celestina, ed. Francisco J. Lobera et al., Real Academia Española, Madrid, 2011. P. 352.

Del mismo modo, el género celestinesco seguirá usando los términos «comedia» y «tragicomedia» en los títulos.

### Novela dramática o dialogada
Debido principalmente a su extensión, a su irrepresentabilidad y a no encajar en la estricta definición del teatro de la preceptiva neoclásica, pero al estar muy evidentemente redactada en forma de diálogo, La Celestina obliga a los teóricos neoclásicos a inventar el término «novela dramática» para referirse a ella, que Leandro Fernández de Moratín consagraría definitivamente en su Orígenes del teatro español (1830-1831). Poco más tarde, en su Novelistas anteriores a Cervantes (1846), Buenaventura Carlos Aribau acuñaba el término «novela dialogada», que también gozó de inmediata aceptación. Esta adscripción genérica se impondría a lo largo de todo el siglo XIX y es precisamente la que sugiere el colosal Orígenes de la novela (1905-1915) de Marcelino Menéndez Pelayo, si bien el estudioso ya se mostraba reacio a usar tan explícitamente el término «novela». Sin embargo, esta asignación genérica no empieza a perder fuerza verdaderamente hasta las observaciones de María Rosa Lida, quien relaciona La Celestina con la llamada «comedia humanística».
No obstante lo anterior, la definición de La Celestina como «novela dialogada» conoce un resurgimiento a partir de y en las investigaciones de, sobre todo, Keith Whinnom, Alan D. Deyermond y Dorothy S. Severin. Estos someten a revisión los argumentos de María Rosa Lida y, dejando a un lado las cuestiones de la extensión, la irrepresentabilidad y la adaptación de La Celestina a la definición neoclásica del teatro, basan su postura en la imposibilidad de considerar un género tal cual a la llamada «comedia humanística», la poca familiaridad con las obras de la llamada «comedia humanística» de la Castilla de finales del siglo XV y, muy particularmente, en las discusiones en propio al propio concepto de género literario y, especialmente, de género dramático. Asimismo, sacan a relucir algunos procedimientos típicos de la novela en La Celestina, sobre todo en lo que afecta al tratamiento del tiempo, del espacio, de la trama y de la psicología de los personajes.

### Comedia humanística
La adscripción genérica más aceptada actualmente es la de la consideración de La Celestina como comedia humanística o, al menos, un intento de aproximación a dicho género. A pesar de que Marcelino Menéndez Pelayo ya había notado algunas similitudes entre la comedia humanística y La Celestina en su Orígenes de la novela (1905-1915), debemos a La originalidad artística de «La Celestina» (1962) de María Rosa Lida la exposición más detallada de sus puntos de encuentro y la primera defensa de esta asignación. Con el tiempo se han ido matizando sus argumentos, en parte debido a los problemas que supone demostrar el conocimiento de la comedia humanística en el momento de composición de La Celestina, en parte debido a que la propia obra se aleja en varios momentos de los presupuestos del género, pero existe cierto consenso en que el autor tenía dicha comedia humanística como punto de referencia. En los últimos años el interés se ha desplazado desde las coincidencias formales destacadas por María Rosa Lida (trama, personajes, lenguaje, escenario...) hacia las coincidencias en la recepción, en particular hacia la lectura de La Celestina en clave didáctico-moral y, posiblemente, en la universidad.
Dicha comedia humanística no estaría sujeta a representación, sino a una lectura en alto dramatizada, tal cual describe el editor Alonso Proaza:

Dice el modo que se ha de tener leyendo esta «Tragicomedia»

Si amas y quieres a mucha atención
leyendo a Calisto mover los oyentes,
cumple que sepas hablar entre dientes:
a veces con gozo, esperanza y pasión,
a veces airado, con gran turbación.
Finge, leyendo, mil artes y modos;
pregunta y responde por boca de todos
llorando y riyendo en tiempo y sazón.
La Celestina, ed. Francisco J. Lobera et al., Real Academia Española, Madrid, 2011. Pág. 12, vv. 352-353.

### Otras propuestas
En su día conoció una gran repercusión la definición de La Celestina como «diálogo puro» de Stephen Gilman en su The Art of "La Celestina" (1956). El estudioso huía así de la teoría tradicional de los géneros literarios y defendía que en La Celestina el diálogo se imponía a la trama, siendo este el que marcaba el ritmo y daba sentido a la obra y no al revés, como si el autor tan solo estuviera interesado en dejar que el diálogo se desarrolle libremente. En consecuencia, La Celestina sería una obra agenérica.
Otras adscripciones genéricas con relativa aceptación han sido las de «arte de amores»(Webber, 1957) y «tratado de amores».(Cátedra, 2001)

## Fuentes

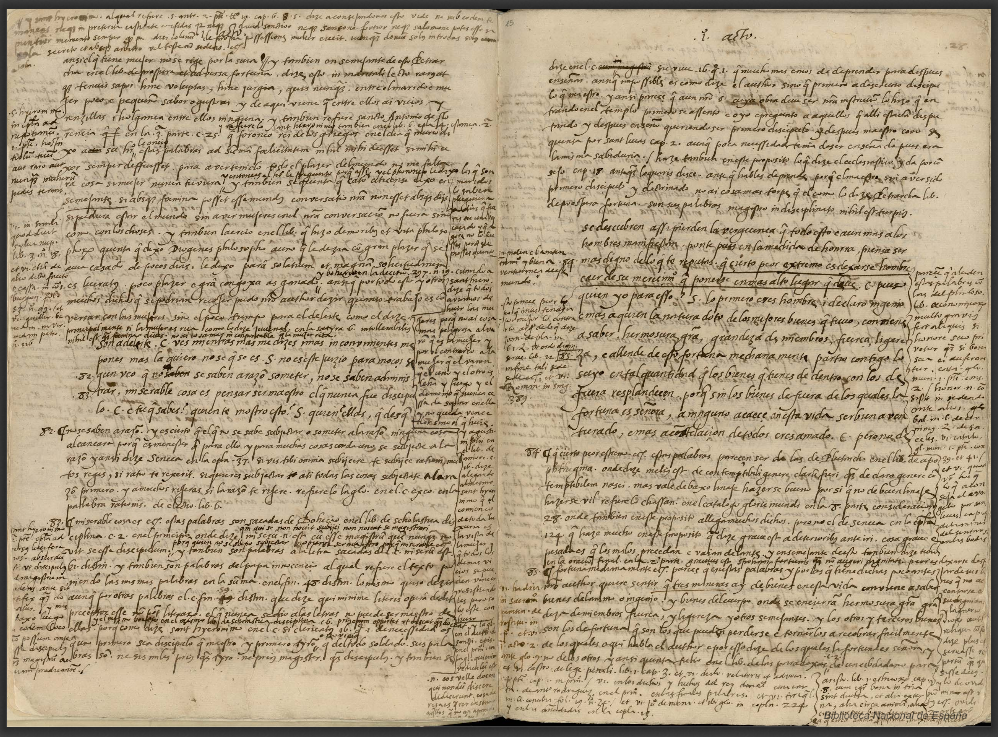
La Celestina comentada, BNE MSS/17631, ff. 27v-28r (Biblioteca Digital Hispánica).

## Intención de la obra
Hay tres temas principales en la obra, señalados por el propio autor: la corrupción, a fin de prevenir «contra los malos y lisonjeros sirvientes» que degradan a sus amos; la prevención contra el loco amor o el blasfemo amor cortés, que hace que los amantes crean «que sus amadas son su dios» y un tema más profundo, dramático y filosófico, según el cual la vida humana es una constante y feroz lucha entre opuestos: jóvenes contra viejos, inocencia contra corrupción, ignorantes contra sabios, pobres contra ricos, siervos contra señores, mujeres contra hombres, el bien contra el mal... y viceversa. Cada valor engendra dentro de sí su vicio... y viceversa. El reverso del amor como una fuerza destructiva es uno de los aspectos de esta visión filosófica de que es muestra la obra, cuya intención es moralizante: el crudo naturalismo de que hace gala solo era soportable según los criterios de la época con un desenlace en que los culpables fuesen debidamente castigados, y así mueren en el desenlace Celestina, Melibea, Calisto y los criados Pármeno y Sempronio, envueltos en esa trama de corrupción. Sin embargo, su intención ha sido muy debatida en un abanico que va desde esta finalidad moralizante (todos los personajes mueren por sus pecados) a otra crítica (la sociedad es la causa de las muertes).
Hay un misterio sin resolver en la trama: ¿Cómo es que dos jóvenes de buena familia no intentan el casamiento? Efectivamente no hay en la trama enfrentamientos familiares previos, como en Romeo y Julieta, ni referencias al problema de los bandos, que desde años antes enfrentaba en Salamanca a dos familias. La poetisa colombiana María Mercedes Carranza sospechaba que una razón podría ser que Melibea fuese de familia conversa, y su nombre lo delatase y lo hiciera comprensible para los contemporáneos.
En esta obra se muestran las características de una Edad Media que se está terminando, para dar paso al Renacimiento. Se aprecia en:
- Los sirvientes: en la Edad Media los sirvientes trabajaban para su señor a cambio de la manutención y defensa, pero en La Celestina le exigen a Calisto que les pague.

- Calisto: los nobles en la Edad Media surgieron para defender al pueblo llano, pero Calisto no tiene el ejercicio de las armas, limitándose a una vida de ocio. La defensa está encargada al rey y al ejército. Por lo que los nobles ya no son necesarios.

- El resurgimiento del comercio: esto se demuestra en el lamento del padre de Melibea. Basa sus riquezas en cosas materiales y no en la propiedad de terreno, una de las características de la Edad Media.

¿Para quién edifiqué torres? ¿Para quién adquirí honras? ¿Para quién planté árboles? ¿Para quién fabriqué navíos?.
Fernando de Rojas, La Celestina.color

La obra da un sinfín de sugerencias, por lo que pueden hacerse interpretaciones muy diversas de los diferentes aspectos. En cuanto a la intención, existen varias teorías:

### Tesis de la intención moral
Esta tesis ha sido sostenida por Marcel Bataillon, que piensa que la moral cristiana domina toda la obra, la moralidad contra el 'loco amor' y sus funestas consecuencias. Niega el carácter realista de la obra para destacar su condición didáctica (este es uno de los puntos débiles de esta teoría). Para Alborg, Rojas comunica la gran lección sin moralizar jamás expresamente. Mostraría además una parte de la sociedad de la que hay que huir: alcahuetas y meretrices, así como a los malos criados. Esta tesis cree las palabras de Rojas literalmente y piensa que su intención de advertir no es fingida: ni un recurso ni una excusa que le proteja de la censura o la Inquisición.

### Tesis de la intención artística
Sostenida por Lida de Malkiel, quien no niega el fondo moralista, pero una fábula moral no contendría personajes y caracteres, sino personificaciones ejemplares, tipos. Para ella es, ante todo, fruto de una voluntad artística que habría sido la clave para su éxito ya que para Lida la intención didáctica pasó desapercibida a los lectores. Además no da importancia al origen converso del autor.

### Tesis ecléctica
Defendida por Otis H. Green, quien admite la intención moral e intenta explicar lo que tiene de artístico. Nada, para él, imposibilita un amor lícito; es el pecado lo que lleva aparejado el final trágico. Rojas habría partido del esquema del amor cortés, cuya ruptura traerá consigo la tragedia. Esta tesis hace hincapié en lo que de amor cortés hay en La Celestina.

### Tesis existencialista
Sostenida por autores como Américo Castro o Gilman, que piensan (como en la tesis del judaísmo) que La Celestina es fruto del origen converso de Rojas. Lo que sí es comúnmente aceptado de esta teoría es el pesimismo de Rojas, no hay más que ver el final mortal de los personajes principales; el amor es mentira, engaño, la única realidad es la muerte. Gilman va más allá y afirma que la existencia de cada personaje está en función del diálogo y no son las acciones, sino las palabras, las que tienen verdadero significado; la postura vital de Rojas no es de moralista ni de satírico, sino de irónico descreído. Escribió una obra a modo de catarsis, de liberación personal. Gilman piensa que el autor ve la fortuna como un universo hostil, si bien Deyermond cree que esta opinión es un anacronismo y prefiere ver la acción inexorable de un destino. Esta tesis emparentaría la obra con las Danzas de la muerte, obras medievales en las que la muerte aparecería como poder igualador pues ante ella ni reyes ni plebeyos son más importantes.

### Tesis del judaísmo
Sostenida por Marcelino Menéndez Pelayo, quien ve en La Celestina un escepticismo religioso y moral que contradice los principios ortodoxos afirmados por Rojas. La tesis ha sido aplicada a diversos pasajes y problemas concretos. Melibea sería hija de converso, por lo que existía imposibilidad de una relación 'normal'. Américo Castro, por su parte, ve La Celestina como contienda literaria de castas (su teoría tiene concomitancias con Gilman). Sin embargo, Deyermond piensa que el autor era un converso de tercera generación, con lo que no se puede explicar el pesimismo como fruto de una conversión traumática.

### Tesis de la crítica social
Sostenida por Maravall, quien ve a los protagonistas a la luz de las transformaciones de la sociedad coetánea. Calisto representaría el nuevo estilo de vida de la clase ociosa, mientras Sempronio y Pármeno simbolizan la ruptura de los lazos feudales. Según esta teoría Rojas estaría próximo a la burguesía mercantil. Se daría el conflicto, ya señalado, entre el 'querer ser' y el 'tener que ser', que atrapa a todos los personajes.

### Otras tesis filosóficas
Existen otras tesis, como la de Alcalá, que ve en la obra un neoepicureísmo que siente la vida como una pasión inútil. Se da una visión esperpéntica de la realidad, una parodia del mundo. Otros autores ven en la obra un neoestoicismo platónico.

## Comentario de texto

### Contexto histórico-social
La Celestina se escribe durante el reinado de los Reyes Católicos, cuyo matrimonio se celebra en 1469 y alcanza hasta 1504, año de la muerte de Isabel la Católica, que ocupa la última fase del Prerrenacimiento en España. Durante esta unión dinástica de los reinos de Castilla y Aragón se produce en 1492 el descubrimiento de América, la conquista de Granada y la expulsión de los judíos, tres hechos de gran significado en la historia de España. Es también el año en que Antonio de Nebrija publica la primera gramática de la lengua castellana, lo que, junto a la actividad docente del propio Nebrija en la Universidad de Salamanca, donde estudió Fernando de Rojas, propicia la irrupción del humanismo renacentista en España. Así, convencionalmente y a efectos didácticos, se sitúa en este año, 1492, el comienzo de la transición entre la Edad Media y el Renacimiento. Es, precisamente, en la década de los noventa del cuatrocientos cuando aparecen las primeras ediciones de la Comedia de Calisto y Melibea.
La unificación de todos los territorios de la península ibérica, excepto Portugal, en un único reino y en una única religión, la cristiana, se produce en este periodo. Claudio Sánchez Albornoz resalta la importancia de ser cristiano viejo en una sociedad que está prevenida frente a los miembros de las otras dos religiones, judíos y musulmanes, e incluso llega al rechazo frontal. Se desconfía de los conversos (cristianos que antes eran judíos o con antepasados de esa religión), que han de ocultar su condición. Finalmente, serán expulsados los miembros de esas religiones del reino y la Inquisición perseguirá, incluso hasta la muerte, a los sospechosos de practicar otras religiones.

### Estructura
La división externa de la obra en actos no tiene un verdadero significado estructural. Atendiendo a la acción, sin embargo, se puede decir que se divide en dos partes.
- Prólogo: encuentro de Calisto y Melibea en la escena I.
- Primera parte: intervención de Celestina y los criados y muerte de los tres. Primera noche de amor.
- Segunda parte: tema de la venganza. Segunda noche de amor. Muerte de Calisto, suicidio de Melibea. Llanto de Pleberio.

La crítica medievalista María Rosa Lida de Malkiel señala la estricta y cuidada motivación de toda la trama en un plano realista, así como la relación causa-efecto de los acontecimientos. La escena inicial es desconcertante, pero dota a la obra del carácter dramático necesario para este primer encuentro y para el violento rechazo que conlleva. Su función es la de desencadenante. Pocos son los hechos que escapan de esta relación causa-efecto para sorprender al lector o a los personajes.
El esquema de la acción es el de una serie de consecuencias encadenadas (relaciones de causa-efecto) que corresponden al patrón estructural de la «cuenta presentada» de Georg Lukács, según la cual más tarde o más temprano hay que pagar por nuestros actos.
La repetición de motivos trae la simetría que ordena la obra. Esto se funde con otro principio de ordenación aún más poderoso: la anticipación del fin. Todos los símbolos parciales se ordenan hacia el desenlace final.
Otro crítico, Morón, habla de una línea estructural:
- Acto I: pecado
- Actos II-XIV: pérdida de la hacienda
- Actos XV-XVIII: fama
- Acto XIX: vida y alma
- Actos XX-XXI: recapitulación.

Con los cinco actos añadidos, quedan más profundamente motivados el carácter de Melibea y la muerte de Calisto.
Lo que subyace en la estructura de La Celestina para Humberto López Morales es una novela amatoria de tono caballeresco y simbólico en el primer acto (tópico del joven que, persiguiendo un ave encuentra a una bella joven) sobre la cual Rojas trabaja una concepción diametralmente opuesta, cambiando hacia un tono de realismo psicológico y un ambiente burgués de tintes muy concretos.

### Ejes temáticos
Los temas de la obra —que señalan y marcan los prólogos, en vistas a orientar la interpretación de la obra en su tiempo— los declara el mismo titulillo introductorio:

Compuesta en reprensión de los locos enamorados que, vencidos de su desordenado apetito, a sus amigas llaman y dicen ser su Dios, asimismo hecha en aviso de los engaños de las alcahuetas e malos e lisonjeros sirvientes.

De lo cual se deduce su fin educativo de atacar el loco amor o apetito de lo material (amor a la carne, amor al oro) y la corrupción que trastorna el orden social humano y divino. Sin embargo, subyace una temática filosófica expresa en el segundo prólogo de la obra, y extraída de las obras filosóficas de Francesco Petrarca que tanto leyó el autor, quien, como abogado, tenía una concepción muy litigiosa del mundo: «Todas las cosas ser criadas a manera de contienda o batalla...»: el mundo de los señores se contrasta con el de los siervos, el de los viejos con el de los jóvenes, el masculino con el femenino, el idealismo con el materialismo y el lenguaje mismo popular con el culto.
A esto se reducen los temas principales: el amor, la muerte y la codicia (distintas versiones según los personajes). El tema del amor es el eje determinante de la obra y suscita el comportamiento de todos los personajes, los dos únicos personajes que no resultan víctimas del amor son Pleberio y Alisa (los padres de Melibea). El modo de presentar el amor en La Celestina es complejo, ambiguo y a veces contrario a las ideas tradicionales recibidas por los jóvenes. Esta obra pone en tela de juicio los valores sociales propios de la literatura amorosa tradicional, donde se mantenía una separación de clase social. En esta tradición a la clase alta se le atribuía el refinamiento y las doctrinas, frente al amor que las capas bajas eran incapaces de experimentar. El tema del amor es tratado de formas distintas: el primer tipo de amor en la obra es el amor cortés, del que se hace una parodia en la obra. Calisto no tiene en absoluto la paciencia del amante cortesano, ni guarda el secreto de sus relaciones amorosas, y la divinización de Melibea le lleva hiperbólicamente a convertirla en «su Dios». En realidad, la relación amorosa entre Calisto y Melibea más parece propia del amor romántico y apasionado que del amor cortés. Todo parece indicar que se trata de una concepción estética del amor. El amor de Sempronio y Pármeno por Elicia y Areusa está claro que procura el goce físico.
Calisto y Melibea utilizan un lenguaje más ideal y literario, que suele ser una muestra del lenguaje amoroso que durará hasta el siglo XVIII, e incluso se podría interpretar como una burla de dicho lenguaje que solo sirve para encubrir intenciones y deseos concretos. Otro tipo de amor que se trata en La Celestina es el llamado «loco amor»: este amor apasionado no se distinguía de la lujuria y era una manifestación auténtica de la locura. Calisto posee una locura real, y sus actuaciones y palabras exhiben un personaje con todas las características de un loco de verdad. Melibea, una vez admite la pasión amorosa para con Calisto, también se comporta como persona loca y no vacila en poner en peligro tanto su fama como la de sus padres, introduciendo a su amante de noche en su huerto y desechando todas las moralidades propias de una muchacha de estirpe aristocrática. El último tipo de amor sería el «amor como sexualidad». En este tipo de amor es Celestina la que, basándose en lo que ha aprendido a lo largo de su vida dedicada al amor ilícito, es la encargada de proferir juicios y consejos relacionados con amor y sexualidad. Para la vieja, amor y acto sexual son términos intercambiables. Celestina pasa por alto la doctrina ortodoxa, porque piensa que la idea de las finezas del amor cortés son meros gestos hipócritas, mediante los cuales hombres y mujeres aparentan una sensibilidad por las cosas amorosas. La sexualidad no es cosa privada. Así, la vieja quiere asistir de testigo al acto sexual entre Pármeno y Areúsa, y Melibea, ya loca de amor, no halla inconveniente en que su criada Lucrecia esté presente en el huerto mientras hace el amor con Calisto. Las trágicas consecuencias de este amor confirman la interpretación moral de la obra. Francisco José Herrera señala que, como motor, la codicia y la avaricia sustituye en los personajes de clase baja a la furia amorosa de los de la clase alta.

#### La magia y Celestina
En lo referente al tema de la magia, hay opiniones contrapuestas en cuanto a su importancia dentro de la obra. Para Lida De Malkiel es una nota de la época un tanto ingenua a la que no hay que dar más importancia. Sin embargo, para autores como Petriconi, Maravall o Russel tiene una función importante en el desarrollo, alcanzando la categoría de elemento integral; Celestina cree en la eficacia de sus artes y la pasión de Melibea es producto de los conjuros de Celestina. Asensio y Gilman niegan la existencia del 'tiempo implícito' al decir que el cambio psicológico de Melibea se produce por las malas artes de Celestina. La intención de Rojas sería alertar contra este mundo, real y activo en su tiempo.
Según el antropólogo español Carmelo Lisón Tolosana, el personaje de Celestina constituye el tipo universal de la vieja bruja, hechicera y alcahueta, constituyendo un híbrido entre hechicera —«Vivo de mi oficio», dice— y bruja. Vive «rodeada de ponzoñosos ungüentos y de fórmulas mágicas cuyo poder residía en la fuerza del lenguaje» pero «puede además disparar el terrible dardo del maleficio, opera con poderes nocturnos, conjura y obliga al mismísimo Satán».

Yo, Celestina, tu más conocida cliéntula, te conjuro por la virtud é fuerça destas vermejas letras; por la sangre de aquella nocturna aue con que están escriptas; por la grauedad de aquestos nombres e signos, que en este papel se contienen; por la áspera ponçoña de las bíuoras, de que este azeyte fué hecho, con el cual vnto este hilado: vengas sin tardança á obedescer mi voluntad...

Si no lo hazes con presto movimiento, ternásme por capital enemiga; heriré con luz tus cárceles tristes é escuras; acusaré cruelmente tus continuas mentiras; apremiaré con mis ásperas palabras tu horrible nombre. E otra é otra vez te conjuro. E assí confiando en mi mucho poder, me parto para allá con mi hilado, donde creo te lleuo ya embuelto.

Según Carmelo Lisón, «el conjuro revela el carácter bastardo de Celestina, alcahueta mestiza, resultado de un cruzamiento entre bruja y hechicera. Aunque se confiese cliente del demonio sabe bien su «arte», conoce y sabe leer los agüeros y activa a voluntad el poder intrínseco a líquidos, hilados y palabras. Además, para asegurarse el éxito, pacta con Satán pero, nótese, en pacto arrogante y altivo, exigente y amenazante, en pacto entre iguales, esto es, entre dos agentes teúrgicos tan poderosos como malvados».
Sin embargo, Julio Caro Baroja no considera a Celestina un personaje híbrido entre bruja y hechicera, sino que la propone como ejemplo de esta última. Según Caro Baroja la diferencia fundamental entre ellas estribaría en que las brujas habrían desarrollado su actividad en un ámbito predominantemente rural mientras que las hechiceras, conocidas desde la antigüedad clásica, habrían actuado en la ciudad. Ejemplo de las primeras sería la sorgina, de la brujería vasca, y de las segundas Celestina. De ella dice que, aunque el autor «dibujó su espléndido personaje tomando elementos de la literatura latina, de Ovidio, de Horacio, etc.» sus rasgos coinciden «con los que aparecen enumerados en los procesos levantados a las hechiceras castellanas por los tribunales inquisitoriales [de Toledo y de Cuenca]».

### Argumento
La obra comienza cuando Calisto ve casualmente a Melibea en el huerto de su casa, donde ha entrado a buscar un halcón que intentaba cazar. Pidiéndole su amor, esta lo rechaza, pero ya es tarde, ha caído violentamente enamorado de Melibea.
Por consejo de su criado Sempronio, Calisto recurre a una vieja prostituta y alcahueta profesional llamada Celestina quien, haciéndose pasar por vendedora de artículos diversos, puede entrar en las casas y de esa manera puede actuar de casamentera o concertar citas de amantes; Celestina también regenta un prostíbulo con dos pupilas, Areúsa y Elicia.
El otro criado de Calisto, Pármeno, cuya madre fue maestra de Celestina, intenta disuadirlo, pero termina despreciado por su señor, al que solo le importa satisfacer sus deseos, y se une a Sempronio y Celestina para explotar la pasión de Calisto y repartirse los regalos y recompensas que produzca.
Mediante sus habilidades dialécticas y la promesa de conseguir el favor de alguna de sus pupilas, Celestina se atrae la voluntad de Pármeno; y mediante la magia de un conjuro a Plutón, unido a sus habilidades dialécticas, logra asimismo que Melibea se enamore de Calisto. Como premio Celestina recibe una cadena de oro, que será objeto de discordia, pues la codicia la lleva a negarse a compartirla con los criados de Calisto; estos terminan asesinándola, por lo cual se van presos y son ajusticiados.
Las prostitutas Elicia y Areúsa, que han perdido a Celestina y a sus amantes, traman que el fanfarrón Centurio asesine a Calisto, pero este en realidad solo armará un alboroto. Mientras, Calisto y Melibea gozan de su amor, pero al oír la agitación en la calle y creyendo que sus criados están en peligro, Calisto intenta saltar el muro de la casa de su amada, pero resbala, cae y muere. Desesperada, Melibea se suicida y la obra termina con el llanto de Pleberio, padre de Melibea, quien lamenta la muerte de su hija. Alisa, madre de Melibea, también muere, se conoce que de la impresión.

### Personajes
Hace Rojas un poderoso trazo de sus personajes, que aparecen ante el lector dotados de vida, con profundidad psicológica, son seres humanos con una caracterización interna excepcional, lo que los aleja de los 'tipos' tan usuales en la literatura medieval y del momento.
Lida de Malkiel habla de objetividad; así, distintos personajes juzgan a otro de diferente manera. En cuanto a las contradicciones de conducta se dan porque Rojas ha humanizado a sus personajes.
Un rasgo común de todos los personajes (tanto en el mundo de los señores como en el de los criados) es su individualismo, su egocentrismo, su falta de altruismo. Pero no se acartonan, sufren cambios en ocasiones. El tema de la codicia ha sido tratado por Francisco José Herrera en un artículo sobre la ganancia en materia celestinesca (es decir, en todas las obras del ciclo de La Celestina, incluyendo imitaciones, continuaciones...), donde señala que el motivo que mueve a las alcahuetas y a los criados es 'la avaricia y la rapiña', respectivamente, frente a los motivos de los señores, que serían la furia amorosa y la defensa del honor familiar y social. El provecho privado de los personajes de clase baja sustituye en fuerza y presencia al amor en la clase alta.
Fernando de Rojas gusta de crear los personajes en parejas para ayudarse a construir el carácter de cada uno por medio de relaciones de complementariedad y oposición. Así, se constituyen a lo largo de la obra dos grupos de personajes opuestos, los siervos y los señores, y en ambos grupos los personajes se agrupan por parejas: Pármeno y Sempronio, Tristán y Sosia, Elicia y Areúsa, en el mundo de los siervos; Calisto y Melibea, Pleberio y Alisa, en el mundo de los señores. Solamente Celestina y Lucrecia no tienen correspondencia, pero es porque su oposición es vertebral en la historia: Celestina constituye el elemento catalizador de la tragedia, al representar el desenfreno vital, mientras que Lucrecia, criada de Melibea, representa el extremo de toda represión. En ese sentido, el personaje del bribón Centurio añadido a la segunda versión de la obra resulta un añadido poco funcional, aunque tiene algo que ver en los desórdenes que llaman la atención de Calisto y hacen que se mate.

#### Celestina
Celestina es el personaje más sugestivo de la obra y la protagonista indiscutible de la misma aunque el tema se centre más en el amor y la pasión de Calisto y Melibea, hasta el punto de que acabó por darle título; un personaje pintoresco y vívido, es hedonista, avara y vital. Conoce a fondo la psicología del resto de los personajes, haciendo que incluso los reticentes con sus planes cedan a ellos. Sus móviles son la codicia, el apetito sexual (que sacia facilitando e incluso presenciando) y amor al poder psicológico. Representa un elemento subversivo dentro de la sociedad: se siente comprometida a propagar y facilitar el goce sexual. En cuanto a la magia, ver el apartado de los temas. Se inspira en el personaje de la alcahueta que ya había aparecido en las comedias romanas de Plauto y a lo largo de la Edad Media en obras como el Libro de Buen Amor de Juan Ruiz, Arcipreste de Hita (el personaje conocido como Urraca la Trotaconventos) y en obras latinas e italianas como la Historia duobus amantibus de Enea Silvio Piccolomini o la Elegía de madonna Fiammetta de Giovanni Boccaccio. Su lenguaje parece salido del Corbacho de Alfonso Martínez de Toledo y de las Coplas de Rodrigo de Reinosa. Antaño fue una meretriz, ahora se dedica a concertar discretamente citas amorosas a quien se lo pide al mismo tiempo que utiliza su casa para que las prostitutas Elicia y Areúsa puedan ejercer su oficio. Utiliza para penetrar en las casas el artificio de vender afeites, hierbas, ovillos y adornos para las mozas; como alcahueta considera estar haciendo un oficio útil y como tal tiene su orgullo profesional. Le gusta el vino y es diabólicamente inteligente y utiliza su experiencia para manipular psicológicamente a los demás, pero sin embargo nubla su entendimiento el defecto de la codicia. Además es una bruja y hechicera que hace un pacto con Plutón, máscara pagana que encubre en realidad al demonio, y en la Tragicomedia las adiciones de Rojas subrayan este hecho.

#### Calisto

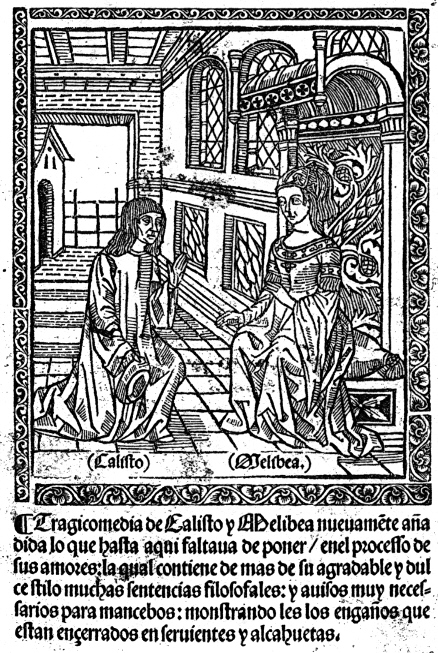
Calisto arrodillado ante Melibea.

Calisto es un joven de la alta sociedad a quien solamente le preocupa satisfacer sus deseos, atropellando a quien sea para conseguirlo. Su cinismo le hace despreciar la sinceridad de su criado Pármeno cuando este le advierte de los peligros que corre. En Calisto no se observan verdaderas crisis, es una persona realmente egoísta. Es el personaje más cargado de literatura, más voluntariamente artificioso. Encarna el 'loco amor', del que es víctima: figura trágica y antiheroica. Tras la escena primera (rechazo de Melibea a Calisto) se da el amor ilícito, no se insinúa el matrimonio y se recurre a la alcahueta. Esto, según autores, sería porque él es cristiano viejo y ella no. No obstante, Lida de Malkiel señala que el casamiento entre cristianos nuevos y viejos siempre fue lícito. No es posible saber la intención del autor o si esta 'ilicitud' se debe a estos motivos, lo que sí es indudable es que los cristianos nuevos no estaban muy bien vistos en esa época y en posteriores. Otra teoría sería la de Otis H. Green, que piensa que la negativa inicial responde al ideal del amor cortés, si bien Calisto no respetará las reglas, lo que provocará una suerte de 'castigo poético'. En todo caso, cabe recordar que el amor ilícito o escondido se encuentra muy arraigado en la lírica popular peninsular. Enamorado absorbido por su pasión para satisfacerla. Sus criados ridiculizan la afectación de su lenguaje.

#### Melibea
Melibea es una joven vehemente, que pasa de la resistencia a la absoluta entrega a Calisto sin apenas tránsito de duda; en ella la represión aparece como forzada y antinatural; se siente esclava de una hipocresía que se le ha inculcado desde pequeña en su casa. En la obra se intenta hacerla víctima de una pasión cegadora inculcada por el hechizo de Celestina. Actúa regida por su conciencia social. Lo que ella cuida es su externo concepto del honor: no hay pudor personal ni sujeciones morales. Su pasión es más real y menos literaria que la de Calisto; sería la lujuria más que el amor el motor de sus acciones, si no es la magia la que la hace cambiar de opinión respecto a Calisto, entonces todo sería un 'plan' de Melibea en el que él hace los gastos y Celestina se esfuerza para que sea ella la que disfrute. Lo único que le saldría mal es la muerte de Calisto, que la deja en una delicada posición moral. Finalmente se suicida.

#### Lucrecia
Lucrecia es la criada de Melibea, la cual en un principio odia a Calisto, pero en realidad eso es solamente una tapadera, pues está enamorada de él. Cuando Calisto canta sensuales canciones a Melibea, Lucrecia siente envidia hacia su ama y es por ello por lo que a Celestina no le cuesta nada sobornarla con productos para aclarar el pelo y para quitar el mal aliento. Su comportamiento con Celestina es más bien hipócrita, tanto, que hasta se niega a pronunciar su nombre. Al final Lucrecia se siente arrepentida, pues su conciencia está intranquila, ya que en el fondo cree que la muerte de Melibea y Calisto fue culpa suya.

#### Pármeno
Pármeno es seguramente el personaje más trágico de la obra, porque es corrompido por todos los demás personajes. Al ser hijo de Claudina, maestra y antaño compañera de Celestina, intenta advertir a su señor de los peligros que le pueden venir; pero es humillado por este. Su lealtad termina de derrumbarse al ser seducido por una de las pupilas de Celestina, que ha de sufragar con unos medios de los que carece, de forma que se ve obligado a participar en la corrupción de su señor al mismo tiempo que se corrompe él mismo. La pasión material del amor que acaba de descubrir le ciega y ya solo pretende aprovecharse de la pasión de Calisto al igual que su compañero, el más cínico Sempronio. Tiene cierto paralelismo con Melibea, quien también se niega en principio a seguir la corriente corruptora.

#### Sempronio
Sempronio hace tiempo ya que ha perdido cualquier ideal sobre los amos a los que sirve y solamente pretende aprovecharse de ellos con egoísmo y codicia. Mantiene una relación con una de las prostitutas de Celestina, que a su vez le engaña, y es el dueño de la idea de aprovecharse de Calisto para poder mantener su pasión a costa de la de su señor, en él se ve la ruptura de los lazos feudales amo-siervo.

#### Elicia y Areúsa
Las prostitutas Elicia y Areúsa odian en el fondo a los hombres y a las aficionadas como Melibea; son rencorosas, envidian a Melibea y pretenden que Centurio vengue la muerte de sus amantes, los criados de Calisto. Una tiene clientela fija y casa, la otra, menos experimentada, todavía no. Elicia solo busca el placer con despreocupación de lo que pasa a su alrededor y de lo que no sea placentero; no le preocupa ni su pasado ni su futuro. Solo la muerte de Celestina la hace volver a la realidad. Areúsa presenta una conciencia de sí misma más acusada. La venganza que trama junto a Elicia no es realmente por la muerte de sus amantes, sino más bien por el desamparo en el que quedan y por el odio que siente.

#### Padres de Melibea
Alisa es la madre de Melibea y no mantiene una verdadera relación con su hija; se limita a especular sobre su matrimonio sin haberle consultado apenas.
Pleberio es el padre demasiado ocupado que ama a su única hija y ve cómo su vida pierde todo sentido al suicidarse ésta, por lo cual declama el planto final de la obra, un lamento por el poder del amor donde sufre por la soledad y esterilidad a la que le ha condenado el destino tras tanto esfuerzo sin fruto.

### Tiempo y espacio

#### Tiempo
Hay dos órdenes de tiempo (como se ha comentado): explícito e implícito. Primer salto temporal implícito: para Asensio, entre la escena-prólogo y la siguiente han pasado unos días, en los que se fermenta la pasión de Calisto y este acude a Celestina. Esto haría también verosímil la evolución psicológica de Melibea. A esto seguirían tres días de acción ininterrumpida.
Segundo salto temporal: se da entre los actos XV y XVI, entre los que pasaría un mes. Tras esto, todo transcurre en un día y medio.
Este manejo del tiempo lleva a Lida a decir que la representación no es sino una selección. Sin embargo, hay autores que niegan la existencia de ese tiempo implícito, aduciendo la evolución de Melibea a la magia de Celestina y dándole a este elemento (como vimos en el apartado de los temas) gran importancia estructural.

#### Espacio
El macroespacio de la obra es urbano y se configura a través de los diálogos de los personajes con sus calles, plazas o iglesias, dando incluso nombres concretos. Se han barajado los nombres de algunas ciudades como Salamanca, Toledo o Sevilla como marco espacial de la obra, pero no existen referencias suficientes e inequívocas al respecto, con lo que se asume que Rojas creó como marco una ciudad arquetípica. Hay muchos escenarios, que cambian rápidamente, pasando de un lugar a otro, llegando incluso a simultanearse dos espacios (en el acto 12 se simultanea el diálogo de Calisto y Melibea con el de Pármeno y Sempronio). Resalta la domesticidad: la acción principal tiene lugar en tres casas (la de Melibea, la de Calisto y la de Celestina). Es de destacar la función principal del huerto de Melibea en lo que supone la primera dramatización de la naturaleza en la literatura española. El espacio es, en fin, vital, dinámico, múltiple y hasta simultáneo.

### Estilo
Se cultivan en la obra dos estilos enfrentados: por un lado el culto, donde domina el hipérbaton, la sintaxis latinizante, el homoioteleuton, el léxico preñado de cultismos, las metáforas, el párrafo largo y henchido de subordinación y las citas grecolatinas; y por el otro, el popular, menos afectado, de frase corta, preñado de diminutivos, de refranes y frases hechas, en tono coloquial y con frecuentes exclamaciones. Abundan además las geminaciones (a veces antitéticas, a veces sinonímicas de cultismo y de palabra patrimonial), los paralelismos y las antítesis. Se hace un inteligente uso del aparte y del monólogo, y se colige que la obra estaba destinada a ser leída de forma declamada más que a ser representada.
Los rasgos cultos no se prodigan con la pedantería de épocas anteriores. Se utiliza un lenguaje llano al que las necesidades del diálogo dan dramatismo y variedad.
Lida de Malkiel señala la mesura en el uso del estilo popular, así como las variadas formas de diálogo, ajustadas siempre a la acción y a las situaciones, convirtiéndose en elementos de caracterización de los personajes.
Las modalidades de diálogo más importantes son las réplicas breves, que reflejan naturalidad y modernidad. Abunda también el diálogo oratorio. Por otra parte destaca el uso del 'aparte', tanto el advertido como el no advertido por los demás personajes. En cuanto al monólogo, no son muchos, pero sí extensos y distribuidos de forma equilibrada, siendo importantes para revelar conflictos interiores y dibujar caracteres; en los monólogos resalta la abundancia de apóstrofes e interrogaciones.
Se ha criticado el exceso de erudición, si bien Deyermond piensa que el uso de ejemplos y sentencias no atenta contra el realismo de la obra, pues es rasgo del habla usual de la época.
Es muy importante tanto el uso de imágenes como la ironía. También destaca la simetría de personajes.

## Influencia y pervivencia

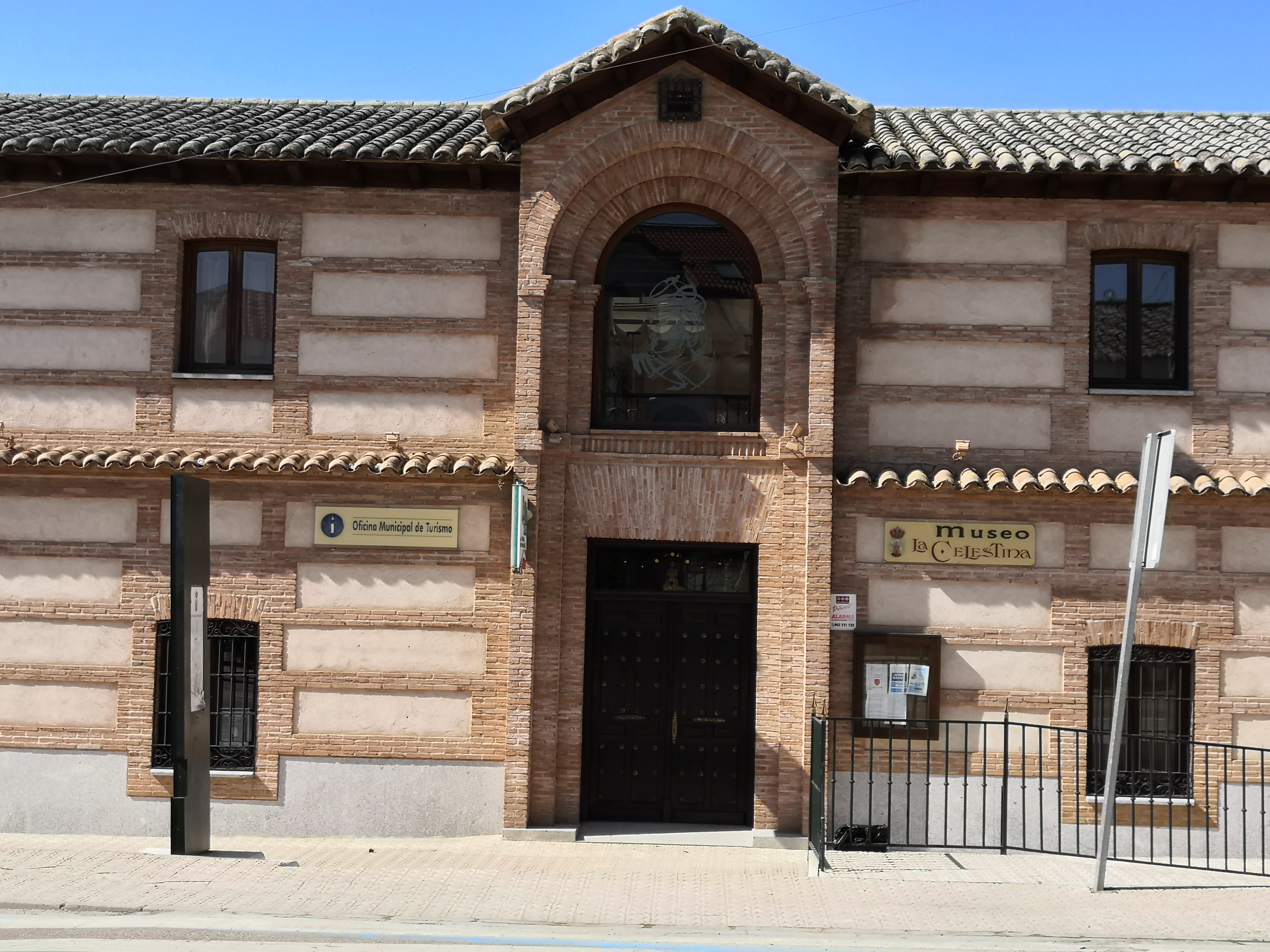
Fachada del Museo la Celestina, en La Puebla de Montalbán.

La obra, de un realismo descarnado, impresionó a sus contemporáneos y fue reeditada continuamente a lo largo del siglo XVI, traducida a todas las lenguas cultas y continuada por otros autores (Feliciano de Silva con su Segunda Celestina, 1534; Gaspar Gómez de Toledo con su Tercera parte de la tragicomedia de Celestina 1536; La tercera Celestina o Tragicomedia de Lisandro y Roselia, llamada Elicia y por otro nombre cuarta obra y tercera Celestina (Salamanca, 1542) de Sancho de Muñón, 1542, en que el papel de Celestina se da a la meretriz y amante de Sempronio, Elicia; la Tragedia Policiana de Sebastián Hernández, en que la protagonista es Claudina, difunta madre de Pármeno; Pedro Hurtado de la Vera; Juan Rodríguez, etc.), creando el llamado género celestinesco; Pedro Manuel de Urrea puso en verso el primer acto con el título de Égloga de la Tragicomedia de Calisto y Melibea y Juan Sedeño la versificó de forma completa.
Hay huellas celestinescas en la Comedia Hipólita y la Comedia Serafina, así como en la Comedia Florinea de Juan Rodríguez Florián (1554); en la Comedia Himenea de Bartolomé Torres Naharro, en dos comedias llamadas Tesorina y Vidriana de Jaime de Huete (publicadas entre 1528 y 1535) y en diversas obras de Juan de la Cueva o en el escritor portugués Jorge Ferreira de Vasconcelos; también en Égloga de Fileno y Zambardo de Juan del Encina.
Pedro Calderón de la Barca escribió una comedia, La Celestina, que no se ha conservado. El influjo de La Celestina se dejó sentir de forma subterránea en la novela picaresca, y en La tía fingida y el Quijote de Miguel de Cervantes, así como en muchas obras del siglo XVI (por ejemplo, en La lozana andaluza de Francisco Delicado) y XVII, desde El caballero de Olmedo, El anzuelo de Fenisa, El arenal de Sevilla y El rufián Castrucho o La Dorotea de Félix Lope de Vega a La segunda Celestina de Agustín de Salazar y Torres. Alonso Jerónimo de Salas Barbadillo, por otra parte, escribió asimismo su novela La hija de la Celestina (Zaragoza, 1612). Incluso pudo llegar a influir directamente sobre Shakespeare y su Romeo y Julieta, especialmente en el personaje de la nodriza.[cita requerida]
Más allá de la influencia en la literatura española de los siglos siguientes, lo cierto es que La Celestina es una de las obras cumbres de nuestra literatura y su influjo ha contribuido a forjar el carácter de nuestro teatro, nuestra novela y, en general, de la creación artística en castellano.
En la cultura popular hispana, la palabra «Celestina» (y su masculino, «Celestino») es usada para referirse a quien sirve de intermediaria de una persona para que esta inicie una relación sentimental con otra.

## Adaptaciones

### Teatro
- En 1940, bajo dirección de Cayetano Luca de Tena, para la compañía del Teatro Español de Madrid, encarnando el papel protagonista Julia Delgado Caro.
- En 1949, Margarita Xirgu la dirigió y protagonizó en el Teatro Solís de Uruguay. En 1956 volvería a encarnar ambos roles en el Teatro Cervantes de Buenos Aires con motivo de sus bodas de oro en el teatro.
- En 1953, Álvaro Custodio dirigió su propia versión en México D. F., lo que daría lugar a la creación de Teatro Español de México, compañía que la pondría en escena en muchas ocasiones. Entre 1960 y 1967 estuvieron prohibidas sus representaciones en el Distrito Federal. Custodio encomendó el personaje de Celestina a Amparo Villegas (1953) y Virginia Manzano (1968).[25]
- También en 1956, José Luis Alonso la dirigió para la compañía de María Jesús Valdés, que encabezó el reparto.
- En 1957, Luis Escobar dirigió a María Dolores Pradera en el papel de Melibea, a José María Rodero en el de Calisto y a Irene López Heredia en el de Celestina.
- En 1958, José Tamayo realizó la primera de sus puestas en escena de la obra con la compañía Lope de Vega. Una nueva versión la llevaría a cabo en 1978 con Irene Gutiérrez Caba en el papel principal.
- En 1967, tiene lugar la famosa adaptación de Carlo Terron al alemán, dirigida por Karl Paryla.[26]
- En 1980, en el Teatro Espronceda 34 de Madrid se estrena la versión de Ricardo López Aranda, con José Sancho, María Guerrero e Inma de Santis.[27]
- En 1980, Julia Martínez protagonizó una versión de Manuel Gutiérrez Aragón.
- En 1981, Angel Facio la estrenó en el Grec de Barcelona con el Teatro del Aire.
- En 1984, Xosé Manuel Blasco y el Teatro Ibérico de Lisboa la presentaron en el Festival de Almagro, con una excepcional Celestina a cargo de Manuela Cassola.
- En 1988, la Compañía Nacional de Teatro Clásico la estrenó con la dirección de Adolfo Marsillach, Amparo Rivelles en el papel principal, Jesús Puente en el de Sempronio y Adriana Ozores en el de Melibea.
- En 1989, Antoine Vitez estrenó en el Festival de Aviñón una versión con Jeanne Moreau como Celestina.
- En 1998, en el Teatro Quirino de Roma, encarna a Celestina la prestigiosa actriz italiana Isa Danieli, quien también la interpretaría en una versión televisiva para la RAI.
- En 1999, se celebra el primer festival de «La Celestina» en La Puebla de Montalbán, con una representación teatral de dicha obra
- En 1999, Charo Soriano daría vida a la alcahueta en la versión llevada a cabo con motivo del V Centenario de La Celestina, celebrado en Toledo.
- En 2001, Nati Mistral protagonizó una versión de Luis García Montero.
- En 2004, en el Teatro Lliure de Barcelona se estrena la versión del canadiense Robert Lepage con Nuria Espert como protagonista.
- En 2011, Gemma Cuervo encarnó a Celestina en un montaje dirigido por Mariano de Paco en versión de Eduardo Galán.
- En 2012, se presentó en el Festival de Almagro la versión dirigida por Ricardo Iniesta para Atalaya Teatro con la interpretación de Carmen Gallardo, que en 2015 echaría el cierre al Teatro Pavón de Madrid como sede de la Compañía Nacional de Teatro Clásico y en 2016 obtendría el Premio del Festival Noches de Moscú, en la que sería la primera representación de la obra en castellano en Rusia.[28]
- En 2015, la actriz Charo López representó a Celestina en el monólogo Ojos de agua, adaptación de Álvaro Tato dirigida por Yayo Cáceres.[29]
- En 2015, la compañía Cucurucú Teatre interpretó una versión de Rosa Jordán y Juan Ramón Conchillo, dirigida por Roger Fresquet y Juan Ramón Conchillo, representada en la biblioteca Nicolau Primitiu.
- En 2016, se representó la versión de José Luis Gómez, quien interpretaba a Celestina. Coproducción de la Compañía Nacional de Teatro Clásico y el Teatro de La Abadía.[30]

### Cine, televisión y radio
- En 1965, Carlo Lizzani dirige una comedia muy libremente basada en Celestina titulada La Celestina P... R...
- En 1967, el programa de Televisión Española Teatro de siempre emite una adaptación de Eduardo Fuller.[31]
- En 1969, aparece la versión de César Fernández Ardavín, más apegada a la historia original.
- En 1974, se emite una adaptación de Jesús Fernández Santos en el programa de Televisión Española Los Libros.
- En 1976, encontramos una versión erótica del mexicano Miguel Sabido.
- En 1983, se estrena la miniserie de Juan Guerrero Zamora para Televisión Española.
- En 1996, se estrena la versión dirigida por Gerardo Vera y protagonizada por Terele Pávez.
- En 1999, la cadena italiana RAI 2 emite una versión de Cristina Pezzoli en su programa Palcoscenico.
- En 2012, el programa de la Radio Nacional de Argentina Las dos carátulas emite una versión radiofónica.
- En 2012, se estrena Nacer contigo, una telenovela basada en Celestina.

### Ópera
- Tragicomedia lírica de Calisto y Melibea, ópera de Felipe Pedrell compuesta en 1903. Se han estrenado fragmentos en 1921 en el Palacio de la Música Catalana.[32]
- La Celestina, ópera con libretto de Renato Prinshofer y música de Flavio Testi. Estreno en el Festivale Maggio Musicale Fiorentino el 28 de mayo de 1963.
- 1965: La Celestina, ópera de Joaquín Nin-Culmell, estrenada en 2008.[33]
- 1979: Calisto and Melibea, ópera en tres actos y dieciséis escenas. Libreto de Edwin Honig. Música de Jerome Rosen. Estreno el 31 de mayo de 1979 en Davis, California.
- 1988: La Celestine, música de Maurice Ohana. Estrenada en el Palais Garnier de París.

### Música
- En 1997 la cantante Lhasa de Sela publica el tema «La Celestina», como parte del disco La llorona.
- En 1999 el cantautor Javier Krahe publica el tema «Cuerpo de Melibea», como parte del disco Dolor de garganta.
- El grupo Morat tiene una canción no oficial llamada «Celestina» basada en el libro.

### Danza
- En 1966 se estrena el ballet de José de Udaeta (ficha).
- En 1998 se estrena el ballet de Ramón Oller (ficha Archivado el 2 de julio de 2018 en Wayback Machine.).
- En 2008 se estrena la versión flamenco de María Antonia, «la Morris».
- En 2009 se estrena la versión flamenco de Shoji Kojima (ficha).

### Pintura
- En 1904, Pablo Picasso hizo un retrato homónimo, en el que se aprecia a la alcahueta.
- En CelestinaVisual.org hay toda una recopilación de pinturas sobre Celestina.
- En 1974, la editorial Alfaguara publicó una edición de La Celestina ilustrada por Lorenzo Goñi

### Ediciones
- Edición electrónica libre de La Celestina en el Proyecto Gutenberg
- Edición de Julio Cejador en Biblioteca Virtual Miguel de Cervantes
- Edición interactiva de La Celestina, por Miguel Garci-Gómez (sobre la edición de Julio Cejador)
- Edición de la Comedia y de la Tragicomedia de José Luis Canet, en Anejos de la revista Celestinesca

### Recursos especializados
- Portal web dedicado a La Celestina en la Biblioteca Virtual Miguel de Cervantes
- Bibliografía celestinesca, base de datos bibliográfica sobre La Celestina
- Celestinesca, revista especializada en La Celestina
- Por treze, tres, blog dedicado a La Celestina
- CelestinaVisual.org, repositorio visual de imágenes relacionadas con La Celestina
- Colección de ediciones tempranas de «Celestina», proyecto TeXTReD
- Early "Celestina" Electronic Texts and Concordances, Digital Library of Old Spanish Texts (Hispanic Seminary of Medieval Studies).

- Datos: Q583705
- Multimedia: La Celestina / Q583705
- Citas célebres: La Celestina
- Textos: La Celestina